# Milan Šimůnek
Milan Šimůnek (* 23. listopadu 1962) je bývalý český fotbalový obránce. Jeho synem je český fotbalový reprezentant Jan Šimůnek.

## Fotbalová kariéra
Hrál VTJ Tábor, Slavii Praha a v nižších soutěžích ve Švýcarsku za Chatel-St.-Denis, Monthey, FC Winterthur a Delémont. V československé lize nastoupil ve 143 utkáních a dal 7 gólů.

## Ligová bilance
| Ročník                                   | Zápasy | Góly | Klub         |
| ---------------------------------------- | ------ | ---- | ------------ |
| 1. československá fotbalová liga 1983/84 | 16     | 0    | Slavia Praha |
| 1. československá fotbalová liga 1984/85 | 15     | 1    | Slavia Praha |
| 1. československá fotbalová liga 1985/86 | 4      | 0    | Slavia Praha |
| 1. československá fotbalová liga 1986/87 | 16     | 0    | Slavia Praha |
| 1. československá fotbalová liga 1987/88 | 24     | 2    | Slavia Praha |
| 1. československá fotbalová liga 1988/89 | 29     | 3    | Slavia Praha |
| 1. československá fotbalová liga 1989/90 | 21     | 1    | Slavia Praha |
| 1. československá fotbalová liga 1990/91 | 18     | 0    | Slavia Praha |
| CELKEM                                   | 143    | 7    |              |